# Semaeopus clotho
Semaeopus clotho là một loài bướm đêm trong họ Geometridae.